# Saryk

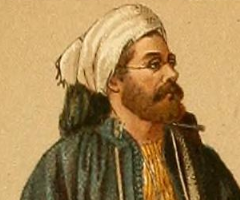
Portrait d'homme saryk.

Les Saryk (Saryqly en turkmène) forment une des tribus les plus importantes du peuple turkmène,,. Ils vivent principalement dans la vallée de la rivière Marghab,.

## Étymologie
Les suggestions pour l'étymologie de Saryk (également Sarik, Saryq) sont le moyen turc (en) saryγ (« jaune ») ou la racine kipchak saryq (« mouton »).

## Histoire
Au début du XIXe siècle, les Saryk vivent dans la région de Merv, mais à partir de 1830, ils sont chassés plus haut dans la vallée de la Marghab par les Tekké. Bala Murghab (en) et Tagtabazar (oasis de Panjdeh) deviennent leurs principaux lieux d'habitation.
En 1881, les Saryk passent sous contrôle russe après la bataille de Geok Tepe et la création de l'oblast de Transcaspienne. En 1885, la population Saryk est estimée à 65 000 personnes.
Pendant l'époque soviétique, la plupart des Saryk vivent en République socialiste soviétique du Turkménistan.

## Art et culture
Comme les autres tribus turkmènes, les Saryk sont connus comme fabricants de tapis et ont leur propre style distinctif : des tapis rouge-brun foncé avec des motifs dessinés en lignes fines. Ils utilisent un nœud symétrique (turc), comme le font les Yomut. Les Saryk sont également réputés pour leurs bijoux.

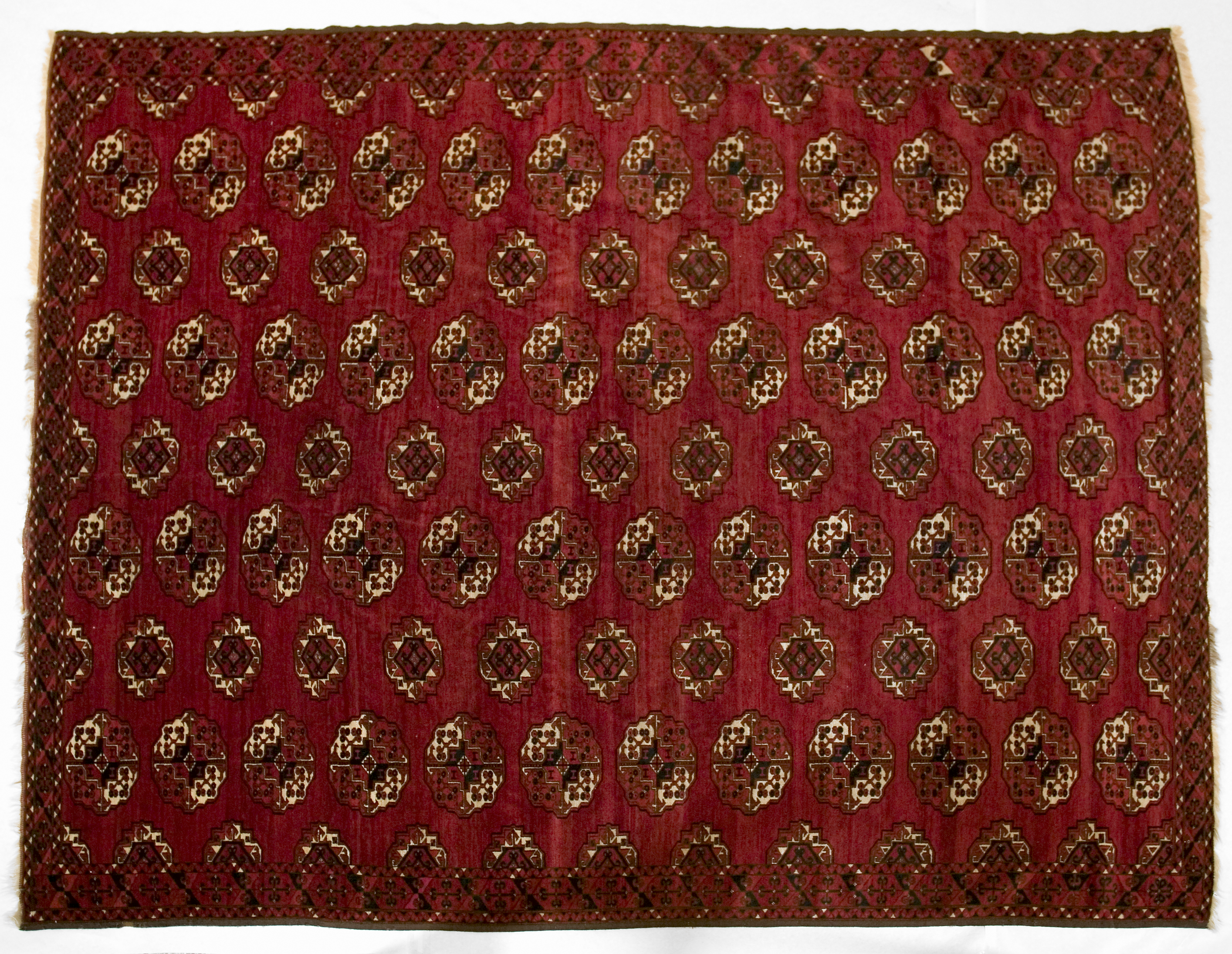
Tapis Saryk, XIXe siècle
Tapis Saryk, XIXe siècle
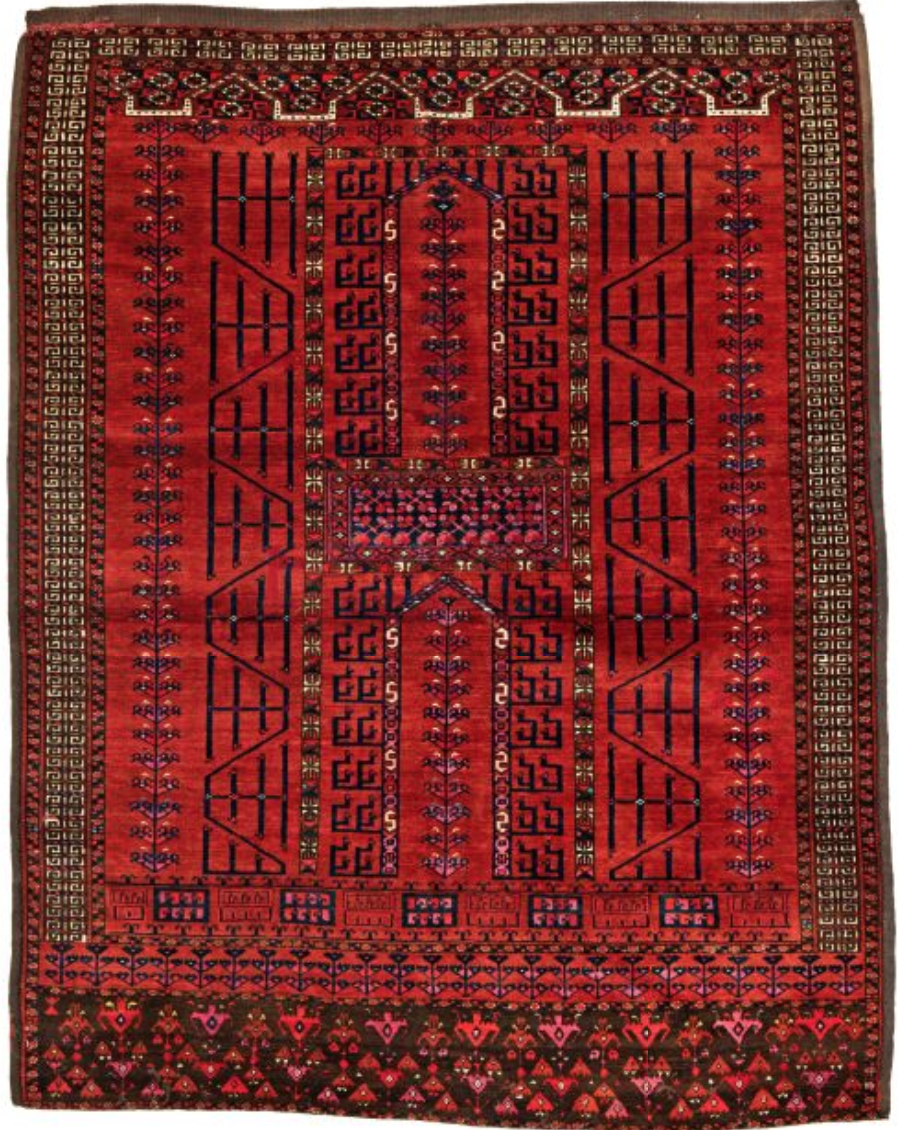
Le "Siawosch Azadi" Saryk Ensi, XVIIe et XVIIIe siècles.